# Лен Генлі
Ле́н Ге́нлі, MBE (англ. Len Ganley, нар.27 квітня 1943, Арма — †28 серпня 2011) — північноірландський професіональний рефері зі снукеру.
Перш ніж стати рефері, Генлі працював водієм автобусу та продавцем . Також він грав в снукер на досить високому рівні, а вищий брейк Лена становив 136 очок.
Лен Генлі був рефері на чотирьох фіналах чемпіонату світу (1983, 1987, 1990 та 1993)  . Серед інших відомих матчів при його суддівстві проходив фінал чемпіонату Великої Британії 1983 і матч між Ронні О'Салліваном і Міком Прайсом на світовій першості 1997, коли О'Салліван зробив найшвидший максимальний брейк в історії. У 1994 році Лен був нагороджений орденом Британської імперії.
Генлі пішов зі снукеру у 1999-му, а в 2002-му переніс серцевий напад . Потім його здоров'я стало погіршуватися через цукровий діабет. Помер Лен у 2011 році в своєму будинку в Північній Ірландії.
Син Лена — Майк Генлі — входить до ради директорів WPBSA.